# La Carrasca (Jaén)
La Carrasca es una localidad perteneciente al municipio de Martos (Jaén), en Andalucía, España. Su origen fue el Cortijo de La Carrasquilla, en la Encomienda de Víboras en el siglo XIX.
Las Casillas de D. Manuel Codes (actual Calle de la Fuente) pagaban de renta una gallina anual a su propietario. La Casa del Pueblo y "La Honradez de Víboras" fundada en 1905, fue uno de los centros obreros más temprano y activo de la (provincia de Jaén). 
Celebra sus fiestas en honor a la Santa Cruz, desde 1896, a primeros de mayo. La ermita de Nuestra Señora del Rosario, su imagen, el Cristo Crucificado y la festividad de la patrona son de los años 60.

## Galería de imágenes

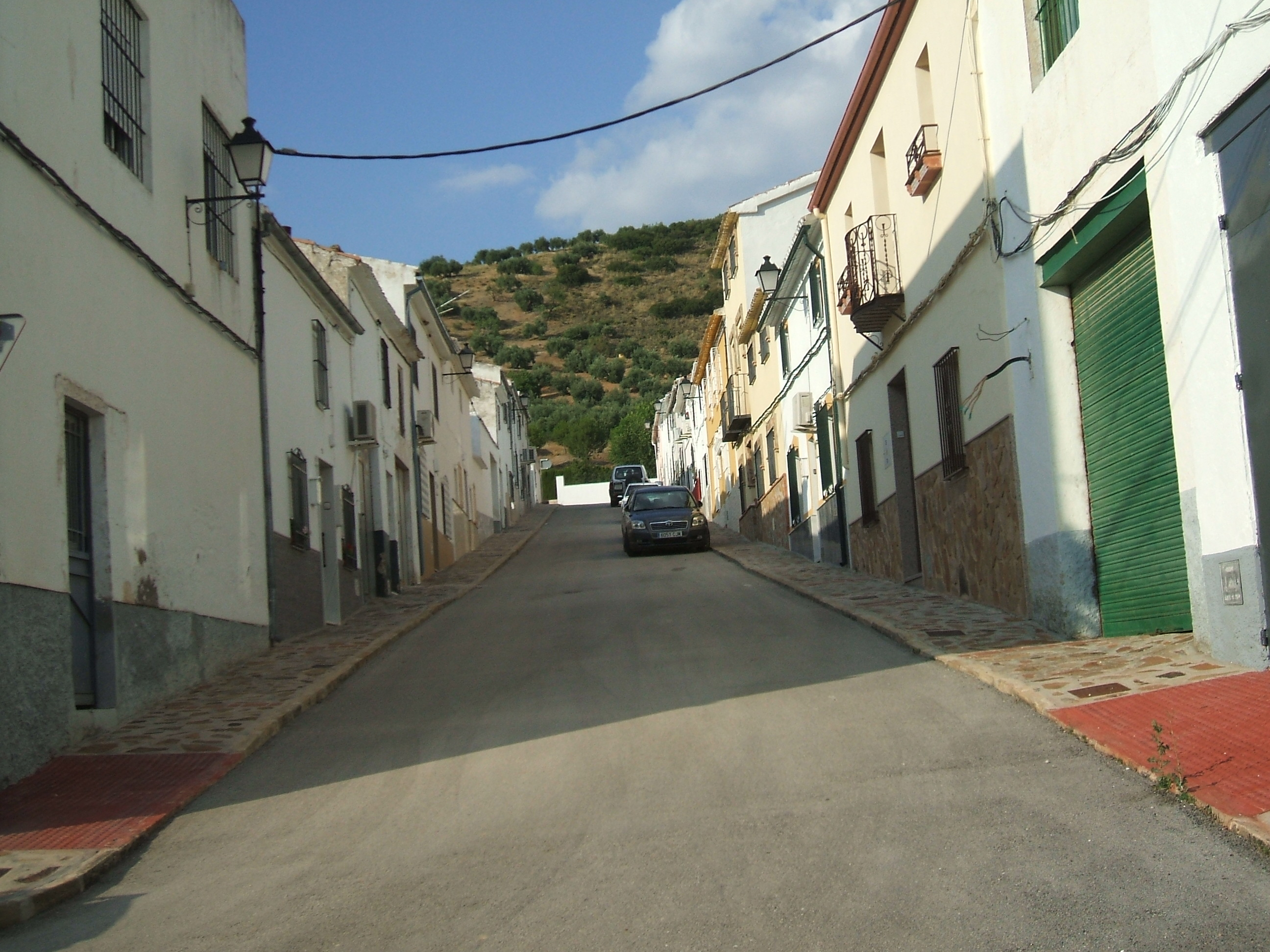
Calle Sixto Cámara.
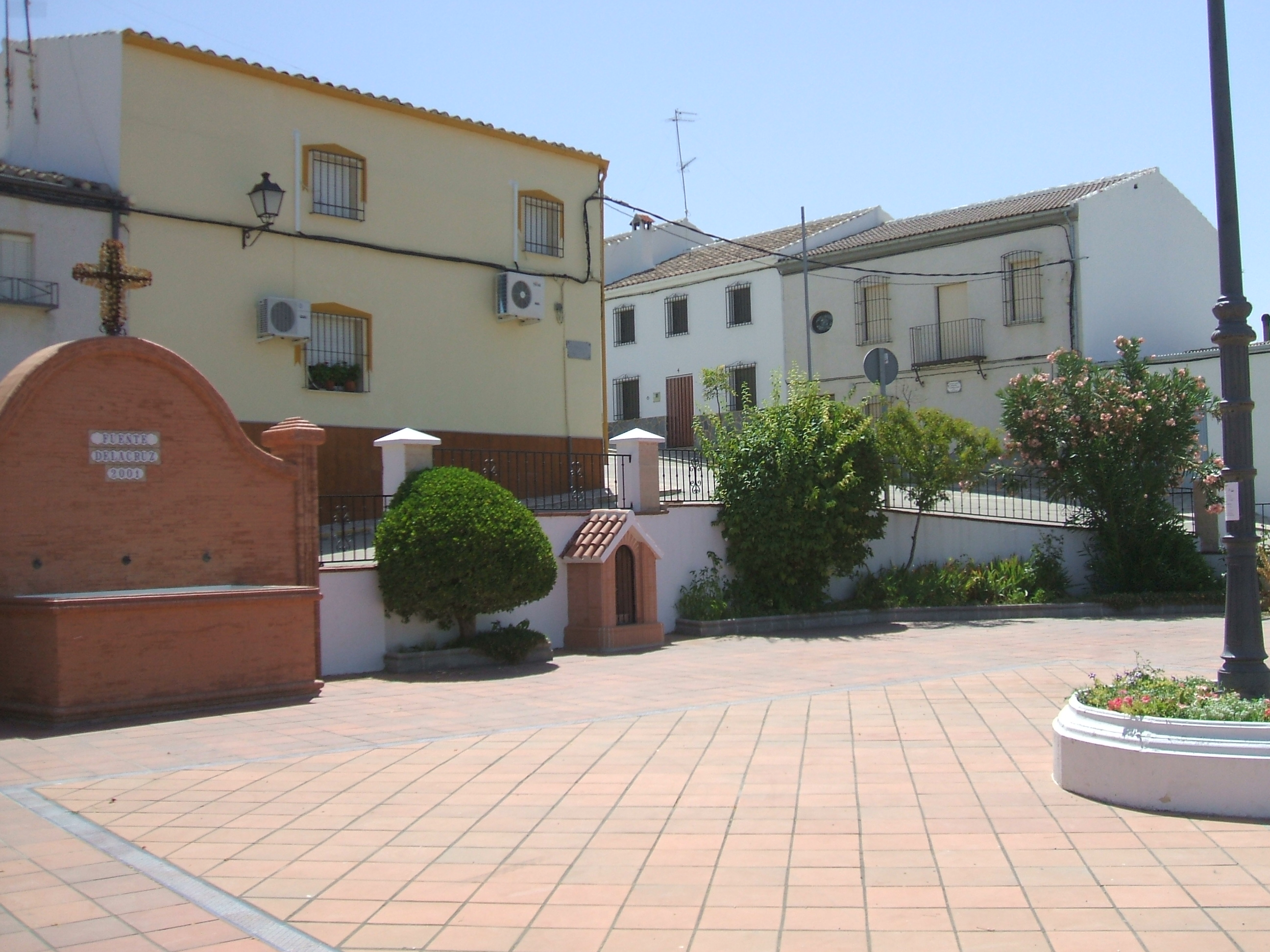
Plaza Manuel Carrasco.